# イギリス鉄道334形電車
334形（Class 334、クラス334）は、1999年から2002年にかけてスコットランド地域へ向けて導入されたアルストム製の交流電化区間用電車である。

## 概要
グラスゴーなどスコットランド西部の交通機関を管理するストラスクライド旅客交通営団（SPT）が、交流電化区間で使用していた303形電車や311形電車の置換用として発注した形式。フランス・アルストムがイギリス向けに展開していた鉄道車両ブランドであるコラディア・ジュニパーの1形式であり、計120両の発注は1999年の時点でのイギリス国鉄民営化後以降の最大両数であった。
流線型の前面を持つ車体を有しており、編成は3両編成（電動制御車＋付随車＋電動制御車）で構成され、集電装置は中間の付随車に設置されている。車内にはクロスシートが配置されている他、バリアフリーに対応したトイレや椅子の手すりの形状などユニバーサルデザインを重点に置いた設計となっている。製造当初の座席配置は3列＋2列であった。

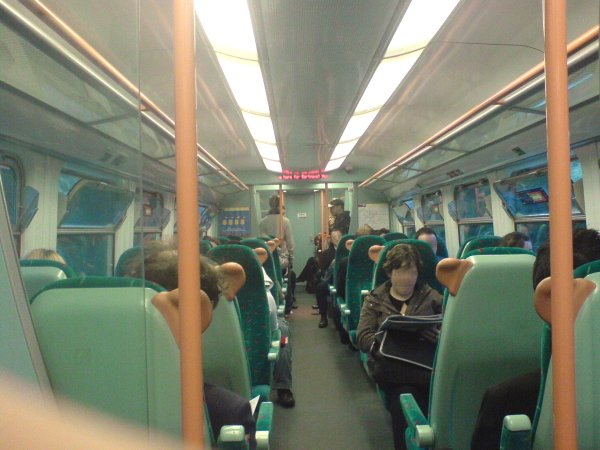
製造当初の車内

## 運用
2004年までスコットランド全域の旅客列車運営権を所有していたスコットレール（ナショナル・エクスプレス所有企業）が納入した最初の編成（334001編成）は1999年8月3日にグラスゴー・シールズ・ロード車庫へ到着し、その後は試験的に旅客運用に用いられたが、機器の不具合が頻発した事により正式な営業運転開始は2年後の2001年4月3日となった。
運営権がファースト・スコットレールへ移行された後、2012年から2014年にかけてリニューアル工事が実施され、塗装変更や座席のモケット、床面の変更が行われた他、ボックスシートの配置も2列＋2列に改められた。更にアベリオ・スコットレールへ運営権が移行した2015年以降は監視カメラの更新、充電用ソケットの設置、wi-fi通信への対応などの近代化工事がアルストムによって実施されている。
2019年現在、エディンバラとグラスゴーを結ぶエアドリー・バスゲイト線やグラスゴー周辺の路線で使用されている。

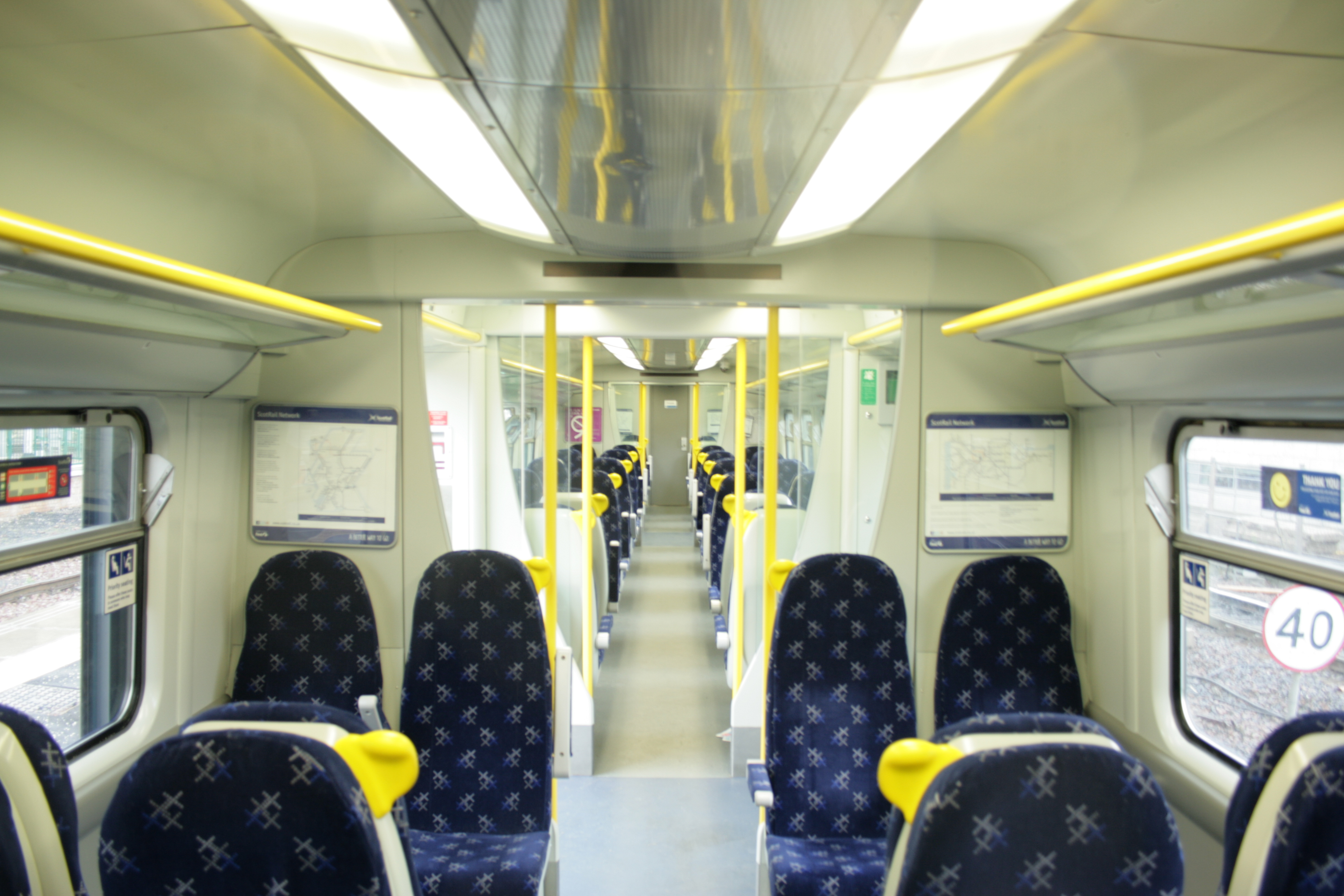
リニューアル後の車内